# Свято-Димитріївська церква (Серники)
Свято-Димитріївська церква — чинна церква у селі Серники Рівненської області.

## Історія та архітектура
Дмитрівська церква та дзвіниця 1722 р. Храм відбудований після пожежі в 1821 р. на кошти прихожан. Дерев’яний, триверхий, тридільний храм з рівновисокими зрубами. Розпланувальне вирішення характеризується восьмигранною навою, квадратним бабинцем та шестигранною абсидою. Усі три зруби завершуються стрункими восьмигранними світловими барабанами, що спираються на нижні зруби за допомогою активних заломів та вітрил. Центральний підбанник  помітно ширший і вищий від двох інших. Висотність композиції підкреслюється домінуванням висотного розміру верхів над горизонтальними. До північної стіни абсиди прибудовано невелике приміщення ризниці. Головний вхід підкреслює невеликий портал на двох опорах з двосхилим дахом та трикутним фронтончиком. У внутрішньому просторі бабинця влаштовано другий ярус (хори), що відкривається у простір головної нави. Майстерно виконане оформлення храмового інтер’єру: настінний живопис, іконопис, різьблення іконостасу.
В південно-західній частині церковної території знаходиться триярусна дзвіниця оригінального конструктивного вирішення.  Нижній квадратний зруб відділяється від двох верхніх потужним периметральним карнизом, а над ним розміщено два верхніх яруси з вираженим нахилом зовнішніх стін до середини і з відкритою галереєю нагорі. Дзвіниця має чотирискатний пірамідальний дах.

## Див.також
- Серники. Церква Св. Дмитра на http://decerkva.org.ua/riv/sernyky.html [Архівовано 6 березня 2017 у Wayback Machine.]
- Церква на Електронній карті спадщини дерев'яного церковного зодчества Рівненської області.

| Церква (споруда) | Це незавершена стаття про церковну будівлю. Ви можете допомогти проєкту, виправивши або дописавши її. |